# Arachnothelphusa merarapensis
Arachnothelphusa merarapensis is een krab uit de familie Gecarcinucidae. De wetenschappelijke naam van de soort is voor het eerst geldig gepubliceerd in 2015 door Grinang, Min & Ng.